# Kubiktal
Kubiktal betegner resultatet af et heltal opløftet i tredje potens, altså resultatet af et tal (kubikroden), der er ganget med sig selv tre gange.
De første 10 kubiktal:
- 1, 8, 27, 64, 125, 216, 343, 512, 729, 1000

| Matematik | Spire Denne artikel om matematik er en spire som bør udbygges. Du er velkommen til at hjælpe Wikipedia ved at udvide den. |